# Bactrodosoma
Bactrodosoma is een geslacht van wantsen uit de familie van de Alydidae (Kromsprietwantsen). Het geslacht werd voor het eerst wetenschappelijk beschreven door Stål in 1860.

## Soorten
Het genus bevat de volgende soorten:

- Bactrodosoma elongatum Distant, 1893
- Bactrodosoma parallelum Stål, 1860